# Wat Mangkon Kamalawat
Wat Mangkon Kamalawat is een Chinese mahayana-boeddhistische tempel in Bangkok. De tempel werd in 1871 gebouwd door Sok Heng en heette oorspronkelijk Wat Leng Noei Yi. De tempelnaam werd door koning Rama V veranderd in de huidige naam. In de tempel staat een gouden beeld van Sakyamuni Boeddha die gemaakt is in Chinese stijl. In deze hal zijn ook de beelden van de Vier Hemelse Koningen te vinden. De tempel heeft drie paviljoens, waarvan een gewijd is aan Guanyin.